# Diestrammena robusta
Diestrammena robusta är en insektsart som först beskrevs av Kjell Ernst Viktor Ander 1932.  Diestrammena robusta ingår i släktet Diestrammena och familjen grottvårtbitare. Inga underarter finns listade i Catalogue of Life.